# Onthophagus muelleri
Onthophagus muelleri é uma espécie de inseto do género Onthophagus, família Scarabaeidae, ordem Coleoptera.

## História
Foi descrita cientificamente por Novak em 1921.